# Toba (Volk)

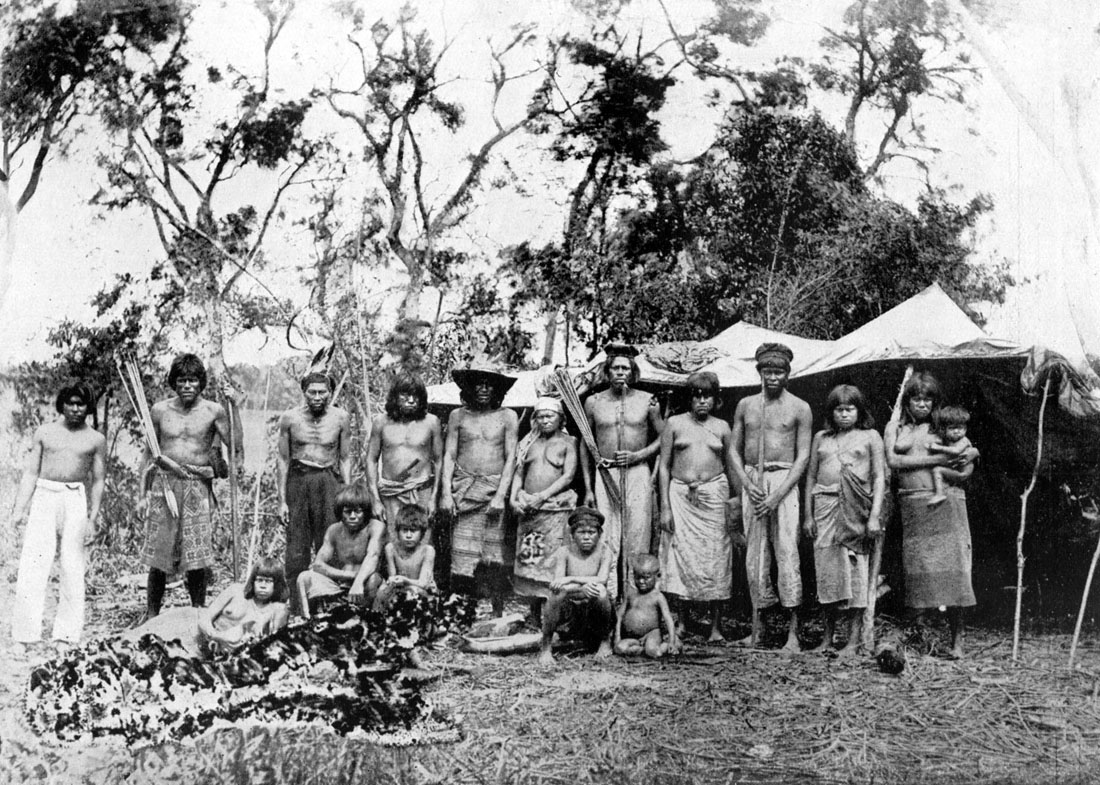
Toba am Río Pilcomayo (1892)

Die Toba (Eigenbezeichnung Qom) sind eine Bevölkerungsgruppe in Südamerika. Sie sind die bedeutendste Ethnie der Guaycurú-Indianer, einer größeren Gruppe indigener Bewohner der Region des Gran Chaco.
Im 16. Jahrhundert bevölkerten die Toba große Teile des Chaco Central und des Chaco Austral. Heute (Stand: Januar 2006) befinden sich wichtige Ansiedlungen der Toba in Bolivien im Osten von Tarija, in Argentinien im Osten der Provinz Formosa, im Zentrum und Osten der Provinz Chaco sowie im Norden der Provinz Santa Fe. Nach einer Statistik von 2005 lebten damals 47.951 Toba in Argentinien.

## Bezeichnung
Die Gruppe ist landläufig unter dem Namen Toba bekannt, der von den Mitgliedern als Selbstbezeichnung abgelehnt wird. Die Toba nennen sich selbst kom oder qom („Menschen“). Ihre Sprache heißt entsprechend qomlek oder kom'lik, als Ethnonym wird in der eigenen Sprache auch das Wort ntokóit genutzt. Aufgrund der unterschiedlichen Verschriftlichungsgebräuche indigener Namen gibt es zahlreiche, miteinander konkurrierende Schreibvarianten dieser Wörter.
Als typisch für die Toba wird eine hochgewachsene Erscheinung und eine längliche Schädelform angesehen. Der Name Toba ist Guaraní und bedeutet „hohe Stirn“. Er ist auf die Gewohnheit zurückzuführen, sich die Haare am vorderen Teil des Kopfes als Signal der Trauer oder Klage abzuschneiden. Aus demselben Grund wurden sie auf Spanisch frentones („Großstirnige“) genannt.
Linguistisch betrachtet kann die Sprache der Toba der Gruppe der Guaicuru-Sprachen zugeordnet werden.

## Geschichte
Während der Ankunft der Spanier im 16. Jahrhundert lebten die ntokóit vor allem in den Regionen des Gran Chaco, wo heute die Provinz Salta im Nordwesten von Argentinien und das Departamento Tarija im Süden Boliviens liegen. Von dort aus breiteten sie sich bis zu den Ufern des Río Bermejo und in kleinerer Anzahl am Río Pilcomayo aus.
Das größere Bevölkerungswachstum der Wichí und der daraus resultierende demografische Druck bewirkte eine Wanderungsbewegung der Toba Richtung Osten, wo sie heute mehrheitlich leben. Die Toba waren eines der Völker, die sich dem Einfluss der spanischen Eroberer in der Region des Gran Chaco am ehesten widersetzen konnten. Über einige Jahrhunderte hinweg blieben sie von der Kolonialisierung verschont. Die Präsenz der Spanier ging zwar auch für die Toba mit Veränderungen einher. Anders als die Mocoví und andere Chaco-Indianer entzogen sich die Toba aber weitgehend den Christianisierungsbemühungen der Missionare und gliederten sich kaum in Jesuitenreduktionen ein.
In den 1880er Jahren änderten sich die Lebensbedingungen der Toba allerdings schlagartig, als die argentinische Regierung eine Kampagne zur Eroberung neuen Territoriums mittels militärischer Angriffe der indigenen Bevölkerung startete. Die letzten kriegerischen Verteidigungsversuche der Toba wurden Anfang der 1920er Jahre in der Provinz Chaco von der argentinischen Armee niedergeschlagen. Das 1924 von Soldaten und Großgrundbesitzern verübte Massaker von Napalpí, einem 1911 gegründeten Reservat, bildete den bis heute traumatisch erinnerten Abschluss der Unterwerfung. Der Chaco wurde in große Ländereien aufgeteilt und bis aufs Äußerste ausgebeutet, insbesondere wegen des Quebracho-Baums, der aufgrund seines Tannins und seines extrem harten Holzes sehr wertvoll ist. Das Ökosystem wurde dadurch binnen kurzer Zeit zerstört. Die Privateigentümer des Chaco wandten sich später der Baumwollproduktion zu, wobei sie die Toba zur Zwangsarbeit auf den Plantagen verpflichteten. Über mehrere Jahrzehnte hinweg verbesserten sich die Lebensumstände der Toba kaum.
Ab 1982 wurde die Region von zahlreichen, bislang ungekannten Überflutungen heimgesucht, die die Ernten vollständig vernichteten. In den 90er Jahren importierte man erstmals mechanische Erntemaschinen aus Brasilien, so dass die Toba nicht länger als Arbeitskraft gebraucht wurden und ihre Jobs massenweise verloren. Damals zahlte die Regierung der Provinz Chaco denjenigen der Toba, die bereit waren, nach Süden umzusiedeln, eine einfache Fahrkarte in die Provinz Santa Fe. Die Mehrheit siedelte sich in Rosario an, einer großen Stadt im Süden von Santa Fe, die auch in den 50er und 60er Jahren schon zahlreiche Toba-Migranten aufnahm. Die Beziehungen zur Familie wurden über die Zeit aufrechterhalten, so dass neue Siedler eine Bleibe finden konnten. Jobs und Unterstützung durch die Regierung waren in den Städten noch eher zu erwarten als in der Provinz, wenn sie auch knapp und armselig waren. Geschätzte 10.000 Toba kamen in den 90er Jahren nach Rosario. Die Mehrheit ließ sich gezwungenermaßen in den „villas miseria“, den Slums der Stadt nieder.
Gran Rosario erfährt nach wie vor große Zuwanderungsströme (vgl. die Siedlung Barrio Toba de Rosario, sowie auch der Nordosten der Provinz Santiago del Estero). Eine weitere Siedlung namens Barrio Toba (La Plata) befindet sich im Partido de La Plata in der Provinz Buenos Aires.

## Kultur
Die Lebensweise der Toba war ursprünglich ganz auf ihre Bräuche und Traditionen abgestimmt. Sie lebten in strohbedeckten Holzhäusern, der Wohnraum war nur einige Quadratmeter groß. Sie produzierten Keramik, Korbprodukte und Textilien für den eigenen Gebrauch.
Während der warmen Jahreszeit trugen sie kaum Kleidung, nur einen Lendenschurz. Für die kälteren Monate hatten sie mehr Kleidung. Besonders wichtig war sie auch als Schmuck, vor allem um ihre Rituale zu feiern. Dafür trugen sie so genannte potos, Kleider aus Fasern der Caraguata-Pflanze (ein Bromelien- oder Ananasgewächs), Leder und – nach der Invasion der Spanier – Baumwolle. Im Winter schützten sie sich zusätzlich mit Ponchos. Erwachsene Männer trugen den sogenannten opaga, einen Kopfschutz der mit Federn und Fasern der Caraguata-Pflanze gefertigt wurde. Frauen und Männer schmückten sich mit onguaghachik, das sind Armbänder, die ursprünglich aus Zähnen, Tierkrallen, Samen, Federn, Muscheln, Schnecken usw. bestehen. Um diese Materialien zu bekommen, haben die Toba offensichtlich Tauschgeschäfte mit anderen Völkern betrieben.
Außerdem gibt es auch Halsketten, sogenannte colaq, die den Armbändern sehr ähnlich sind. Die nallaghachik sind sehr festliche, farbenfrohe Schmuckstücke, die mit Federn, Blumen und Blättern verziert werden.
Bis zum 14. Jahrhundert waren die Toba vor allem ein halbnomadisches Jäger-und-Sammler-Volk. Es herrschte eine strikte Geschlechtertrennung bezüglich der Arbeit vor: Die Männer – meist noch sehr jung – gingen zur Jagd und zum Fischfang, während die Frauen Früchte sammelten und primitiven Ackerbau betrieben. Beispielsweise kultivierten sie nachitek (Kürbisse), oltañi (Mais), avagha (Bohnen), Süßkartoffel, Maniok etc. Diese Früchte waren jedoch nur eine Ergänzung ihrer Nahrung, so dass es nicht richtig wäre zu behaupten, die Toba hätten zu dieser Zeit Landwirtschaft im engeren Sinne betrieben. Dafür war die Menge der angebauten Produkte schlichtweg zu gering. Diese scheinbare Rückständigkeit wird mit dem Klima und den Bodenbedingungen begründet, die nicht genügend Ertrag für den Ackerbau bringen konnten. Im ursprünglichen, nicht bewirtschafteten Zustand allerdings wuchsen auf dem Territorium des Gran Chaco zahlreiche essbare, vor allem sehr proteinhaltige Früchte. Die qom jagten hauptsächlich Tapire, Fisch, Hirsche, Guanakos und – in großer Zahl – Geflügel. Zusätzlich sammelten sie Honig, sehr viele Früchte, Beeren und Wurzeln.
Die Toba lebten von Jagd, Fischfang und Landwirtschaft. Anders als andere Guaycurú-Völker wie Abipón und Mbayá, die zu den ersten südamerikanischen Reiterkulturen im ausgehenden 16. Jahrhundert gehörten und vielfach von Plünderung und Diebstahl lebten, nutzten die Toba keine Pferde für die Jagd und hatten eine eher egalitäre Gesellschaftsordnung ohne das für andere Chaco-Indianer wie Mocoví und Mbayá typische Klassen- bzw. Kastensystem. Der Lebensraum der Toba bestand hauptsächlich aus Wald, weshalb ihnen das Pferd nur geringe Vorteile bot.

## Religion
Das Glaubenssystem der Toba ist den animistischen Religionen zuzuordnen. Die Toba glauben an die Beseeltheit der gesamten Natur und an eine höchste Gottheit. Obwohl die Toba bis zum 20. Jahrhundert nur via mündlicher Überlieferung mit dem Rest der Welt kommunizierten, ist ihr Glaubenssystem wesentlich vom Christentum beeinflusst, insbesondere von der Pfingstbewegung (Pentecostalismus). So wurden aus vielen ihrer Geisterbeschwörer pfingstlerische Pastoren.
Trotzdem wenden sich auch heute noch viele Toba an ihre Medizinmänner oder pio'oxonak als Therapeuten und Heiler.
Bevor die Toba das Christentum anerkannten, war das Töten neugeborener Kinder ein üblicher Brauch, um dem Mangel an Lebensmitteln, dem sie in der Regel ausgesetzt waren, zu begegnen. Im Gegensatz dazu wurden Kinder, die überlebten, mit besonderer Hingabe und Zuneigung aufgezogen.

## Situation seit 2000

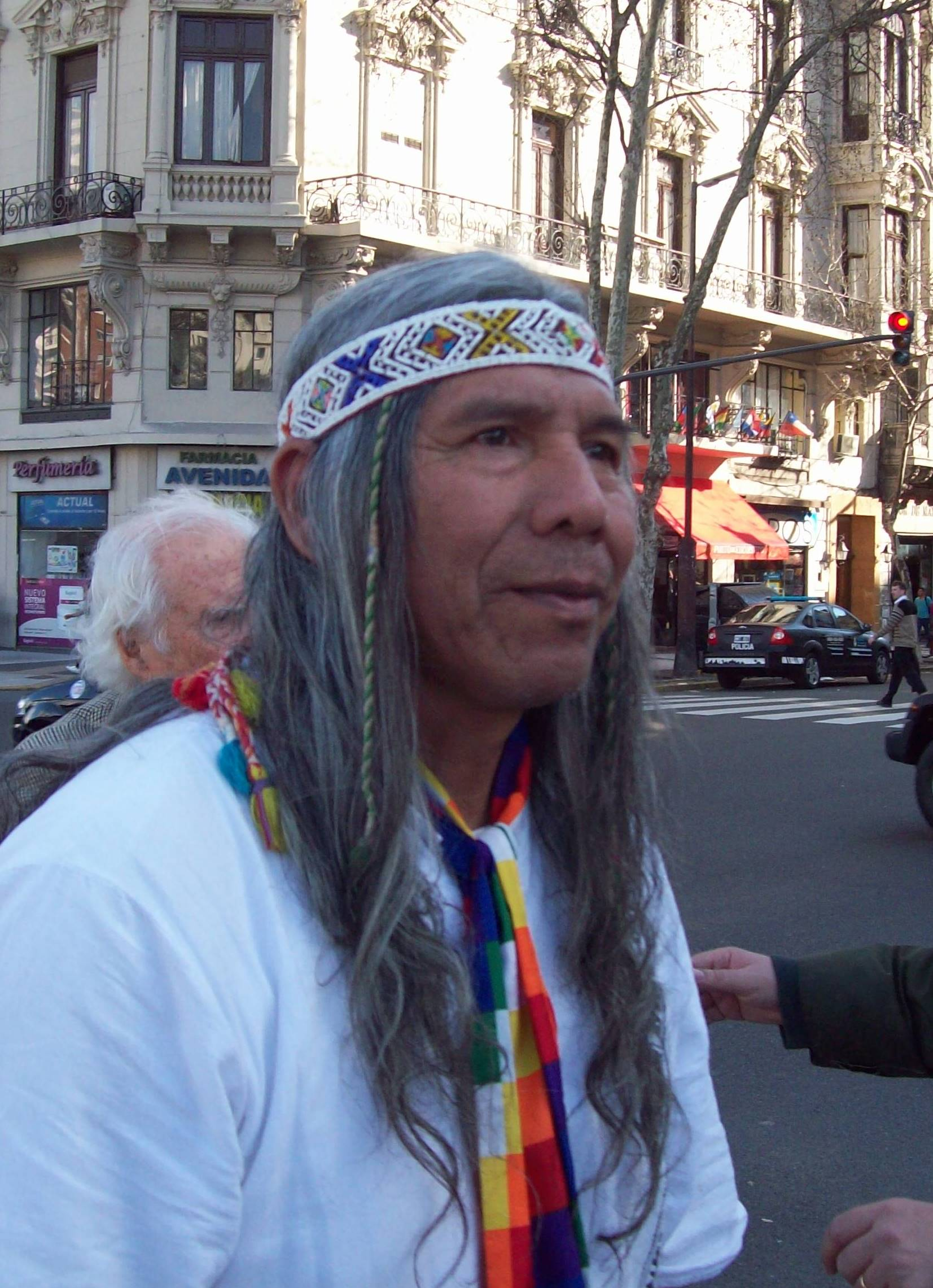
Félix Díaz, Kazike der Toba und Menschenrechtler

„Wir sind arm, aber wir teilen immer. Das ist unser Brauch. Haben wir Fisch, teilen wir ihn mit unseren Nachbarn. Das ist der Brauch der alten Leute. Die Weißen sind reich, aber sie sind geizig: sie teilen nicht einmal mit ihren Geschwistern. Das ist so, weil sie reich sind. Unsere Art ist das nicht.“

Nach der Volkszählung des argentinischen Statistikamtes (INDEC) im Jahr 2001 betrachten sich etwa 60.000 Argentinier als „qom“. Die Mehrheit davon lebt in der Provinz Chaco. Dort hat ihre Sprache seit 2011 den Status als (alternative) Amtssprache.
Etwa die Hälfte von ihnen lebt noch in lokalen Gemeinschaften in ihren ursprünglichen Territorien. Sie leben in ländlichen Kommunen und Gemeindeverbänden, zum Teil mit Vorgesetzten („Caciques“), die von der Gemeinde demokratisch gewählt werden. Sie arbeiten heute vorwiegend marktwirtschaftlich orientiert unter anderem als Bauern, vor allem im Baumwollanbau. Außerdem betreiben sie verschiedene Handwerke: Keramik, Holzverarbeitung („Guayacán“) und Textilverarbeitung („Caraguatá“). Die traditionelle Subsistenzjagd wird immer schwieriger, da die Landschaft durch die Rinderherden der weißen „Criollos“ überweidet wird und verbuscht.
Lediglich etwa 1.500 Nachilamolek aus dem Nordwesten Formosas an der Grenze zu Paraguay beziehen noch 50 bis 70 Prozent ihrer Nahrung auf extraktive Weise in den Marschen des Río Pilcomayo. Die größte Rolle spielt dabei der Fischfang der Männer mit Speeren, Nylonschnüren und kleinen Netzen sowie das Sammeln wilder Früchte durch die Frauen (Prosopis blanco-Hülsenfrüchte, Ziziphus mistol-Steinfrüchte, Capparis speciola-Kapern u. a.). Weitere Subsistenztätigkeiten der Männer sind das Honigsammeln und die Jagd auf Wasserschweine, Tapeti-Kaninchen, Großmazama-Hirsche, Nandus und zahlreiche Vogelarten. Sie benutzen dazu heute Schrotflinten, Gewehre und Jagdhunde. Zur weiteren Selbstversorgung kommen Wassermelonen, Riesen-Kürbisse, Zuckermelonen und ein wenig Mais hinzu, die auf ein bis zwei Hektar großen Feldern ohne technische Hilfsmittel angebaut werden. Der Rest des Lebensunterhaltes wird durch Cash Crops, die am Rande des Marschlandes angebaut werden, das Hüten von Ziegen und Schafen, die Herstellung von Kleinwaren und Handarbeiten, den Verkauf von erjagten Häuten der Goldteju-Echse und von Haustieren sowie durch Tätigkeiten als saisonale Erntehelfer verdient.
Viele Toba waren seit der zweiten Hälfte des 20. Jahrhunderts gezwungen, in Städte umzusiedeln, insbesondere aufgrund der hohen Geburtenraten, die sie in den ländlichen Gebieten mittelarm machten. Sie haben sich mehrheitlich in Roque Sáenz Peña, Resistencia, Gran Santa Fe, Gran Rosario und Gran Buenos Aires angesiedelt, wo sie fast ausschließlich in den ärmsten Stadtvierteln wohnen.